# Іоанніс Метаксас
Іоанніс Метаксас (грец. Ιωάννης Μεταξάς; 12 квітня 1871 — 29 січня 1941) — грецький військовий та політичний діяч, прем'єр-міністр Греції.

## Життєпис
Здобув військову освіту. Кар'єру розпочав з участі у бойових діях проти османів 1897 року під час Фессалійської кампанії. Продовжив навчання в Німецькій імперії у Прусській військовій академії. Повернувшись, брав участь у процесі модернізації грецької армії в період перед Балканськими війнами 1912—1913, в яких він брав активну участь. 1913 року був призначений начальником Генерального штабу.
Був монархістом, перебував у вельми напружених відносинах з відомим грецьким республіканцем Елефтеріосом Венізелосом. Після приходу останнього до влади 1917 року Метаксас разом із королем Костянтином I виїхав з країни.
Коли після плебісциту 1935 року монархію було відновлено, на виборах значну кількість голосів отримала Комуністична партія Греції. Наляканий цим, король призначив Метаксаса тимчасовим прем'єр-міністром «до розв'язання політичної кризи». 1936 Метаксас розпустив Парламент, проводив популістську політику (запровадження 8-годинного робочого дня, підвищення цін закупівлі на сільськогосподарську продукцію тощо). Однак, попри це, симпатії до лівих серед населення продовжували зростати, хоч і без активної опозиції Метаксасу.
У зовнішній політиці, з одного боку, симпатизував Третьому Рейху та Королівству Італія (його режим, навіть до атрибутики, багато в чому був скопійований з італійського фашизму), з іншого — розумів, що Німеччина та Італія є природними противниками Королівства Греція. Через це Метаксас проводив послідовну пробританську політику. Під його керівництвом на кордоні було споруджено оборонний вал, так звану, «лінію Метаксаса». Попри те що він намагався дотримуватись нейтралітету, змушений був вступити у війну після ультимативної вимоги Беніто Муссоліні 28 жовтня 1940 року. Іоанніс Метаксас відмовив категоричним Ні (грец. Όχι), розуміючи, що тепер війна для Королівства Греція стає невідворотною. Хоча німецькі та болгарські війська відступили з материкової частини у 1944 році, з 1942 Греція святкує 28 жовтня як загальнонаціональне свято — День Охі.